# Chiesa di San Tommaso di Canterbury (Dervio)
La chiesa di San Tommaso di Canterbury è un luogo di culto cattolico situato a Dervio, in provincia di Lecco, parrocchiale della frazione di Corenno Plinio.
La parrocchia è parte della Comunità Pastorale San Carlo Borromeo in Alto Lario nel decanato Alto Lario dell'arcidiocesi di Milano.

## Storia

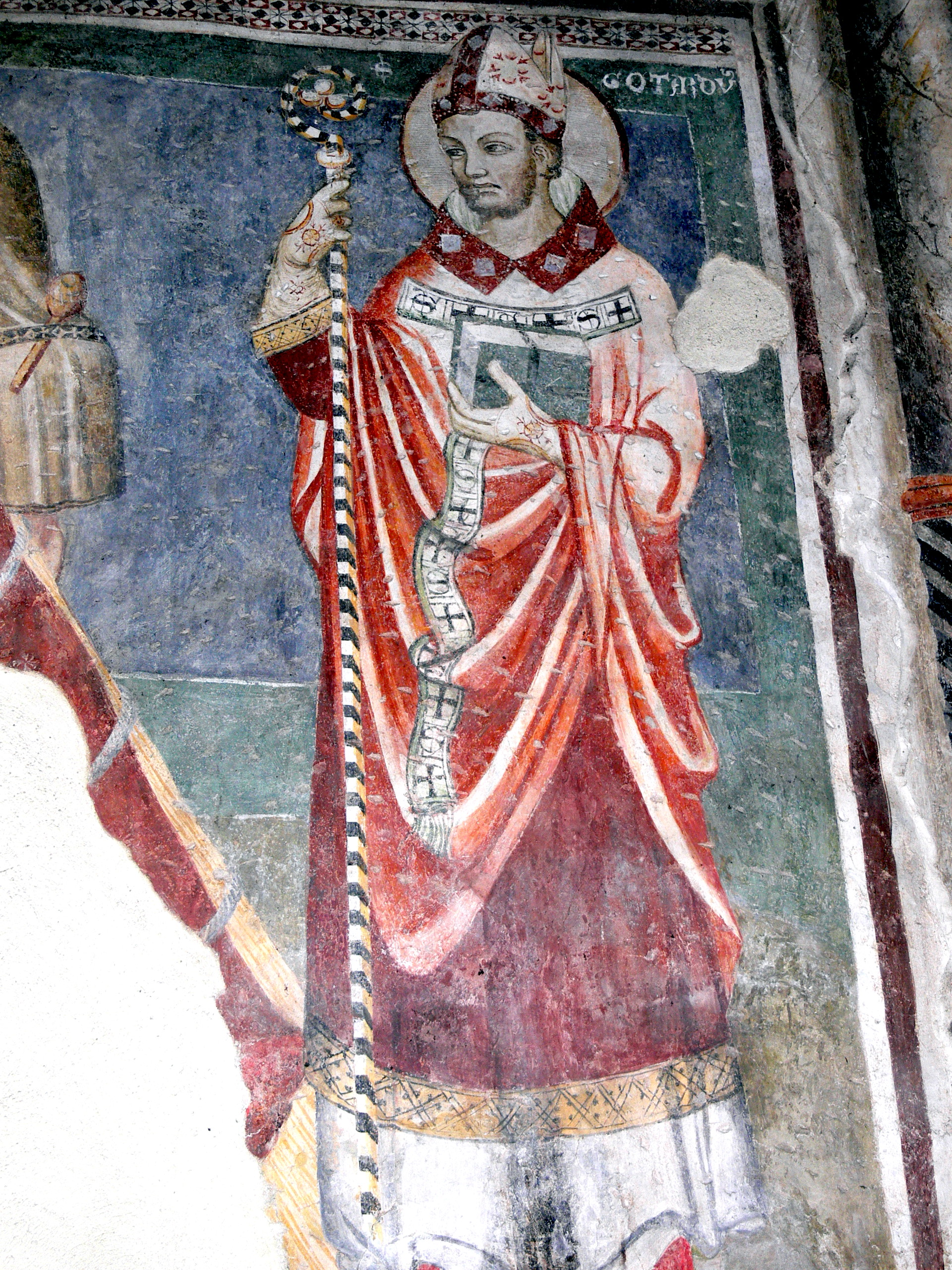
Affresco raffigurante San Gottardo

Dedicata a Tommaso Becket, la chiesa è attestata nel Liber Notitiae Sanctorum Mediolani (fine del XIII secolo) la chiesa è citata come segue:
La chiesa divenne parrocchiale con atto del 3 novembre 1566, a seguito della separazione dalla parrocchia di Dervio per volere dell'arcivescovo Carlo Borromeo.
Il fatto che la chiesa sia dedicata a Tommaso di Canterbury è piuttosto raro, ed è proprio grazie a questo dato che è stato possibile ricondurre la costruzione dell'edificio a una fase tardo-romanica. 
È considerabile di patronato degli Andreani, antica famiglia feudataria della zona, il cui castello comitale è affiancato alla chiesa stessa.

## Descrizione

### Esterno
La chiesa presenta all'esterno una facciata a capanna dal portale modanato. Sul sagrato della chiesa sono collocati tre monumenti funebri, le Arche degli Andreani. Prima del 1820 vi si trovava il cimitero di Corenno Plinio. Due si trovano ai lati del portale, il terzo addossato alla parete del castello comitale.
Il portale d'ingresso, dotato di decorazioni in serizzo, risale al 1698.
Nel 1795, la chiesa fu sottoposta a un intervento di ristrutturazione che comportò un allungamento e un innalzamento della navata, nonché la realizzazione di una copertura a botte.

### Interno

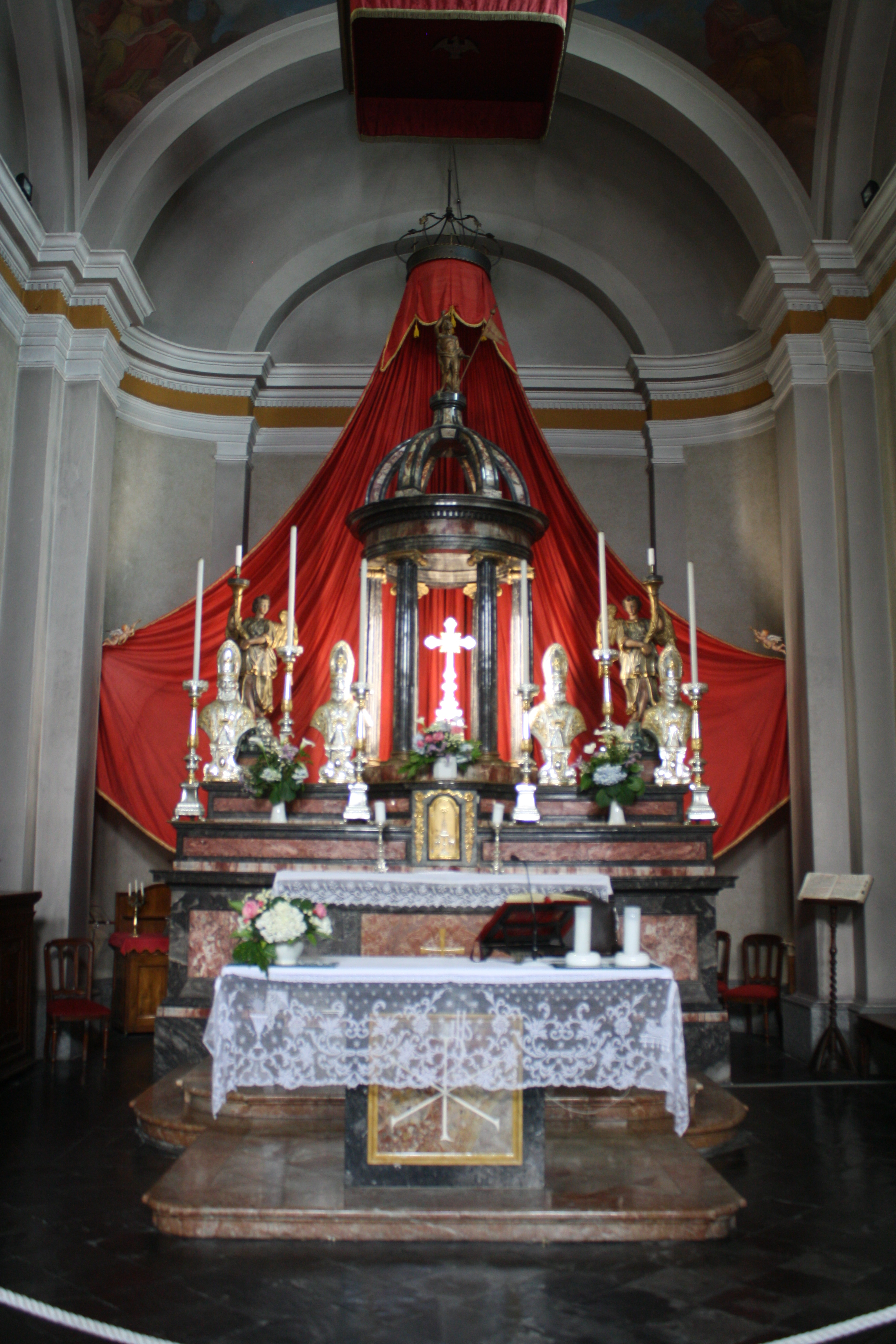
L'altare maggiore

La chiesa è costituita all'interno da campate di volte a vela e da una parte absidale, ingrandita nel 1795. 
L'altare maggiore, in marmi policromi, è sormontato da un tempietto in marmo nero. Dello stesso colore sono le colonne in marmo di Varenna che ornano l'ancona dell'altare laterale della Madonna (1703).

#### Decorazioni pittoriche
All'interno della chiesa, durante un restauro promosso nel 1966 da don Giuseppe Tocco, sono stati rinvenuti alcuni degli affreschi descritti nel seguito.
Lungo la navata meridionale si trovano il Santo vescovo e una Teoria di apostoli con il Maestro, racchiusa entro fasce goticheggianti.
Invece nei pressi dell'abside, incorniciati da un motivo geometrico, ci sono San Gottardo e Santa Apollonia.
Sulla parete opposta sono collocati, uno di fianco all'altro, gli episodi di San Cristoforo e di San Francesco che riceve le stimmate. Sotto a queste scene, la raffigurazione di un frate, inginocchiato verso un santo vescovo.
In prossimità dell'abside è presente una particolarmente dettagliata Adorazione dei Magi, descritti minuziosamente sia negli abiti che nei tratti somatici. È nella parte inferiore di questa scena che troviamo rappresentati, su uno strato di intonaco posteriore, altri episodi religiosi parzialmente lacunosi, tra i quali si riescono ad individuare la Madonna del latte e San Leonardo di Nobiliacum, il protettore dei carcerati. La parete opposta ospita i resti delle raffigurazioni di un Papa con tiara e di un Paggio in vesti bianco-rosse.
Secondo studi recenti, tutti i dipinti, fatta esclusione per Santa Apollonia e San Gottardo, la cui collocazione, data la plasticità delle forme e l'alto verismo espressivo, è databile agli anni Quaranta o Cinquanta del Trecento, sarebbero da ricondurre ad una campagna decorativa di metà del XIV secolo.
A un'epoca più tarda risale invece l'affresco che, sul lato destro, raffigura la Madonna incoronata col Bambino e Angeli, opera datata 1538.